# Gilberto Agustoni
Gilberto Agustoni, švicarski rimskokatoliški duhovnik, škof in kardinal, * 26. julij 1922, Schaffhausen, † 13. januar 2017.

## Življenjepis
20. aprila 1946 je prejel duhovniško posvečenje.
18. decembra 1986 je bil imenovan za naslovnega škofa Kaprulaje in za tajnika Kongregacije za kler; 6. januarja 1987 je prejel škofovsko posvečenje.
2. aprila 1992 je bil imenovan za proprefekta Apostolske signature.
26. novembra 1994 je postal polni prefekt Apostolske signature, bil povzdignjen v kardinala in imenovan za kardinal-diakona Santi Urbano e Lorenzo a Prima Porta. 5. oktobra 1998 se je upokojil s položaja prefekta.
24. februarja 2005 je bil imenovan za kardinal-duhovnika Santi Urbano e Lorenzo a Prima Porta.